# Санта Кристина (Фиренца)
Санта Кристина је насеље у Италији у округу Фиренца, региону Тоскана.
Према процени из 2011. у насељу је живело 292 становника. Насеље се налази на надморској висини од 244 м.